# Zufälliges Maß
Ein zufälliges Maß ist in der Maß- und der Wahrscheinlichkeitstheorie eine Zufallsvariable, deren Werte Maße sind. Zufällige geometrische Strukturen, wie sie in der stochastischen Geometrie untersucht werden, können durch zufällige Maße modelliert werden. So kann ein Punktprozess, wie beispielsweise ein allgemeiner Poisson-Prozess, als zufälliges Zählmaß angesehen werden, das einer Menge die zufällige Anzahl der in ihr enthaltenen Punkte zuordnet. In der Statistik treten zufällige Maße beispielsweise als empirische Verteilungen auf. Ebenso lassen sich viele Punktprozesse wie Binomial-Prozesse, Poisson-Prozesse und Cox-Prozesse als zufällige Maße definieren.

## Definition
Es seien {\displaystyle (\mathbb {R} ^{d},{\mathcal {B}}^{d})} der {\displaystyle d}-dimensionale euklidische Raum mit der borelschen σ-Algebra und {\displaystyle M} die Menge aller lokal endlichen Maße (Borel-Maße) {\displaystyle \mu } auf {\displaystyle (\mathbb {R} ^{d},{\mathcal {B}}^{d})}. Weiter bezeichne {\displaystyle {\mathcal {M}}} die kleinste σ-Algebra auf {\displaystyle M}, so dass alle Abbildungen {\displaystyle \mu \mapsto \mu (B)}, wobei {\displaystyle B} eine beschränkte Borelmenge ist, messbar sind.
Ein zufälliges Maß auf {\displaystyle \mathbb {R} ^{d}} ist dann eine Zufallsvariable {\displaystyle X} auf einem Wahrscheinlichkeitsraum {\displaystyle (\Omega ,\Sigma ,P)} mit Werten im Messraum {\displaystyle (M,{\mathcal {M}})}.
Ein zufälliges Maß ordnet also jedem Zufallsergebnis {\displaystyle \omega \in \Omega } ein Maß {\displaystyle X_{\omega }} auf {\displaystyle \mathbb {R} ^{d}} zu, das auf beschränkten messbaren Mengen endliche Werte annimmt. Für jede beliebige Borelmenge {\displaystyle A\in {\mathcal {B}}^{d}} ist
{\displaystyle X(A)\colon \Omega \to [0,\infty ],\ \omega \mapsto X_{\omega }(A)}
eine nichtnegative Zufallsvariable, genannt das zufällige Maß der Menge {\displaystyle A}.
Bezeichnet {\displaystyle \operatorname {E} (X(A))} den Erwartungswert von {\displaystyle X(A)}, dann ist durch die Abbildung
{\displaystyle \operatorname {E} (X)\colon {\mathcal {B}}^{d}\to [0,\infty ],\ A\mapsto \operatorname {E} (X(A))}
ein Maß auf {\displaystyle \mathbb {R} ^{d}} gegeben, das Intensitätsmaß von {\displaystyle X} genannt wird. Wenn {\displaystyle \operatorname {E} (X)} wieder lokal-endlich ist, heißt {\displaystyle X} integrierbar.

## Beispiel
Eine zufällige Anordnung von Punkten in der Ebene oder im Raum kann als zufälliges Maß modelliert werden: Sind {\displaystyle Z_{1},Z_{2},\dots ,Z_{N}} die Positionen von {\displaystyle N} Punkten, aufgefasst als {\displaystyle \mathbb {R} ^{d}}-wertige Zufallsvariable, dann wird durch
{\displaystyle X=\delta _{Z_{1}}+\delta _{Z_{2}}+\ldots +\delta _{Z_{N}}}
ein zufälliges Maß auf {\displaystyle \mathbb {R} ^{d}} definiert. Hierbei bezeichnet {\displaystyle \delta _{z}} das Diracmaß an der Stelle {\displaystyle z}.
Für eine Borelmenge {\displaystyle A\subset \mathbb {R} ^{d}} ist dann {\displaystyle X(A)} die (zufällige) Anzahl der Punkte, die in der Menge {\displaystyle A} liegen.